# Jonathan Midol
Jonathan Midol (n. 13 ianuarie 1988, Annecy, Franța) este un sportiv ce a reprezentat Franța, medaliat olimpic. A participat la o ediție a Jocurilor Olimpice (2014) în care a câștigat o medalie de bronz.

## Participări
Lista de mai jos prezintă principalele competiții la care a participat Jonathan Midol de-a lungul carierei.
- freestyle skiing at the 2014 Winter Olympics – men's ski cross[*]